# Кастеллабате
Кастеллабате (італ. Castellabate) — муніципалітет в Італії, у регіоні Кампанія,  провінція Салерно.
Кастеллабате розташоване на відстані близько 280 км на південний схід від Рима, 85 км на південний схід від Неаполя, 50 км на південь від Салерно.
Населення — 9059 осіб (2014).
Щорічний фестиваль відбувається 17 лютого. Покровитель — San Costabile.

## Демографія
Населення за роками:

Станом на 1 січня 2023 року в муніципалітеті офіційно проживало 458 іноземців з 36 країн, серед них 265 громадян країн Євросоюзу та 34 громадяни України.

## Сусідні муніципалітети
- Агрополі
- Лауреана-Чиленто
- Монтекориче
- Пердіфумо